# پارک ینهویی
پارک ینهویی (زاده ۲۶ فوریه ۱۹۳۰) شاعر و نویسنده کره جنوبی است که با نام Park Yeemun به زبان کره ای آثارش را منتشر می‌کند.

## زندگی
پارک در سال ۱۹۳۰ متولد شد و از دانشگاه ملی سئول با مدرک کارشناسی در رشته ادبیات فرانسه فارغ‌التحصیل شد. سپس به دانشگاه سوربن پاریس رفت و از آنجا دکترای فلسفه گرفت. پارک ۳۰ سال به عنوان استاد در ژاپن، آلمان، فرانسه و ایالات متحده گذراند. او در بوستون [در کالج سیمونز] تا زمان بازنشستگی خود در سال ۱۹۹۳ تدریس کرد و در آن زمان به کره جنوبی بازگشت و در دانشگاه پوهانگ و دانشگاه یونسی تدریس کرد.

## آثار
پارک کتاب‌های زیادی منتشر کرده‌است، عمدتاً کتاب‌ها و مقالاتی در موضوعات فلسفی به دو زبان فرانسوی و انگلیسی. او پنج جلد شعر کره ای منتشر کرد: برف روی رودخانه چارلز (۱۹۷۹)، رؤیای یک پروانه (۱۹۸۱)، سایه‌های نامرئی (۱۹۸۷) و طنین‌های خلأ (۱۹۸۹) و در سال ۱۹۹۹ شعر "کلمات شکسته" را به انگلیسی منتشر کرد.
سپس، در سال ۲۰۰۶، "پیاده روی صبح " را منتشر کرد که جایزه اینچئون را برای او به ارمغان آورد. از آثار «غیر ادبی» پارک می‌توان به «نقشه راه به کره سبز» و «سفر هنوز تمام نشده» اشاره کرد.
برادر آنتونی(An Sonjae) پارک و کارهایش چنین وصف می‌کند:
شعرهای پارک دشوار نیستند، آنها معمولاً ساده و خواننده را دعوت می‌کنند تا تجربه‌ای از لحظه‌ای و صحنه‌ای که به نظر می‌رسد تسلیم ارزش و معنای خلأ و لایه زیرین حقیقت باشد با او سهیم شوند.
پارک شاعری است که در آن شفقت زاییده رنج زندگی است که تجربه نموده. اشعار او بی معنایی روزمرگی زندگی را به تصویر می‌کشد و در جستجوی تسلی و آرامش در بازگشت به درک حقیقت است.

## آثار او در ترجمه
- برف روی رودخانه چارلز
- Shadows of the Void
- Verbrochene Worter (آلمانی)

## آثار به زبان کره ای
- برف روی رودخانه چارلز (۱۹۷۹)
- رؤیای یک پروانه (۱۹۸۱)
- سایه‌های نامرئی (۱۹۸۷)
- طنین‌های خلأ (۱۹۸۹)
- قدم زدن صبحگاهی (۲۰۰۶)
- Shadows of the Void (2006)
- خشم فیل‌ها به عنوان یتیم بزرگ شدند (۲۰۱۰)

## جوایز
- جایزه اینچئون 2006[۲]
- جایزه فرهنگی تانسو ۲۰۱۲